# NGC 4023
NGC 4023 ist eine Spiralgalaxie vom Hubble-Typ Sb im Sternbild Coma Berenices am Nordsternhimmel. Sie ist schätzungsweise 179 Millionen Lichtjahre von der Milchstraße entfernt und hat einen Durchmesser von etwa 50.000 Lichtjahren.
Im selben Himmelsareal befinden sich u. a. die Galaxien NGC 3999, NGC 4005, NGC 4011, NGC 4022.
Das Objekt wurde am 26. April 1878 von Johan Dreyer entdeckt.